# Sendeturm Sint-Pieters-Leeuw
Der Sendeturm Sint-Pieters-Leeuw, auch VRT-Turm genannt, ist ein 302 Meter hoher, für die Öffentlichkeit nicht zugänglicher Fernsehturm in Sint-Pieters-Leeuw in Belgien, der 1997 errichtet wurde. Der Fernsehturm Sint-Pieters-Leeuw ist das höchste Bauwerk Belgiens.

## Beschreibung
Der Betonschaft ragt bis 256 Meter in die Höhe, darüber schließt sich eine Antenne aus glasfaserverstärktem Verbundwerkstoff an. Der Durchmesser des Turmfuß beträgt 27 Meter und besteht aus insgesamt 11.000 Kubikmeter Beton. Die Gründung des Ringfundaments erfolgte in 15 Meter Tiefe. Der Turmkorb auf 193 Meter Höhe ist vierstöckig. Darüber befinden sich drei Plattformen für Radio- und Fernsehantennen. Die Baukosten des Turms betrugen 8.228.000 Euro.

### Digitaler Hörfunk (DAB+)
DAB+ wird in vertikaler Polarisation und im Gleichwellenbetrieb mit anderen Sendern ausgestrahlt.
Seit 2019:
Alle Kanäle werden in Stereo mit 96 kbps übertragen.
| Block                   | Programme | ERP (in kW) | Antennendiagramm rund (ND)/ gerichtet (D) | Gleichwellennetz (SFN)                     |
| ----------------------- | --- | ----------- | ----------------------------------------- | ------------------------------------------ |
| 6D Bxl-BW 2 (BELCF002)  | - Antipode - BRF 1 (48kbps) - BRF 2 (48kbps) - Chérie Belgique - DAB Info - DH Radio - Fun Radio Belgique - Jam. - Musiq3 - Nostalgie+ - Tipik - RTBF spot - TARMAC                                                 | 1,7         | ND                                        | Brüssel, Ronquières und Sint-Pieters-Leeuw |
| 11D Bxl-BW 1 (BELCF302) | - 1RCF Belgique - Bel RTL - Classic 21 - La 1ère - Nostalgie Belgique - NRJ Belgique - Radio Contact - Sud Radio Belgique - Viva+ - Vivacité (Brüssel und Brabant wallon) - Viva Sport (Brüssel und Brabant wallon) | 1,7         | ND                                        | Brüssel, Ronquières und Sint-Pieters-Leeuw |

Bis 2019:
| Block                   | Programme | ERP (in kW) | Antennendiagramm rund (ND)/ gerichtet (D) | Gleichwellennetz (SFN) |
| ----------------------- | --- | ----------- | ----------------------------------------- | --- |
| 12A VRT DAB (BEL10001)  | DAB-Block der VRT: - VRT Radio 1 (160 kbps) - VRT Radio 2 (160 kbps) - VRT Klara (160 kbps) - VRT Klara continuo (160 kbps) - MNM (160 kbps) - MNM Hits (160 kbps) - Studio Brussel (160 kbps) - Sporza (128 kbps) - nieuws+ (48 kbps, Mono)                                                                                     | 1           | ND                                        | Sint-Pieters-Leeuw, Brustem, Meerhout, Overpelt, Wavre, Ronse, Millen, Bellegem, Attenrode, Veltem-Beisem, Oostvleteren, Genk, Egem, Gent, Oud-Turnhout, Schoten, Brüssel, Nieuwkerken Waas, Antwerpen, Oostende |
| 12B RTBF DAB (BEL20001) | DAB-Block der RTBF: - La Première (160 kbit/s DAB) - Vivacité (Brüssel) (128 kbit/s DAB) - Musiq3 (192 kbit/s DAB) - Test Musiq3+ (64 kbit/s DAB+) - Classic 21 (160 kbit/s DAB) - Test Classic 21+ (64 kbit/s DAB+) - Pure FM (160 kbit/s DAB) - Test Pure FM+ (64 kbit/s DAB+) - BRF 1 (64 kbit/s DAB) - BRF 2 (64 kbit/s DAB) | 2           | ND                                        | Brüssel, Flobecq, Comines, Wavre, Verviers, Tournai, Liège, Malmédy, Anderlues, Profondeville-Rivière, Bihain, Aye, Couvin, Bouillon, Léglise                                                                    |